# Friedrich Wilhelm von Reden

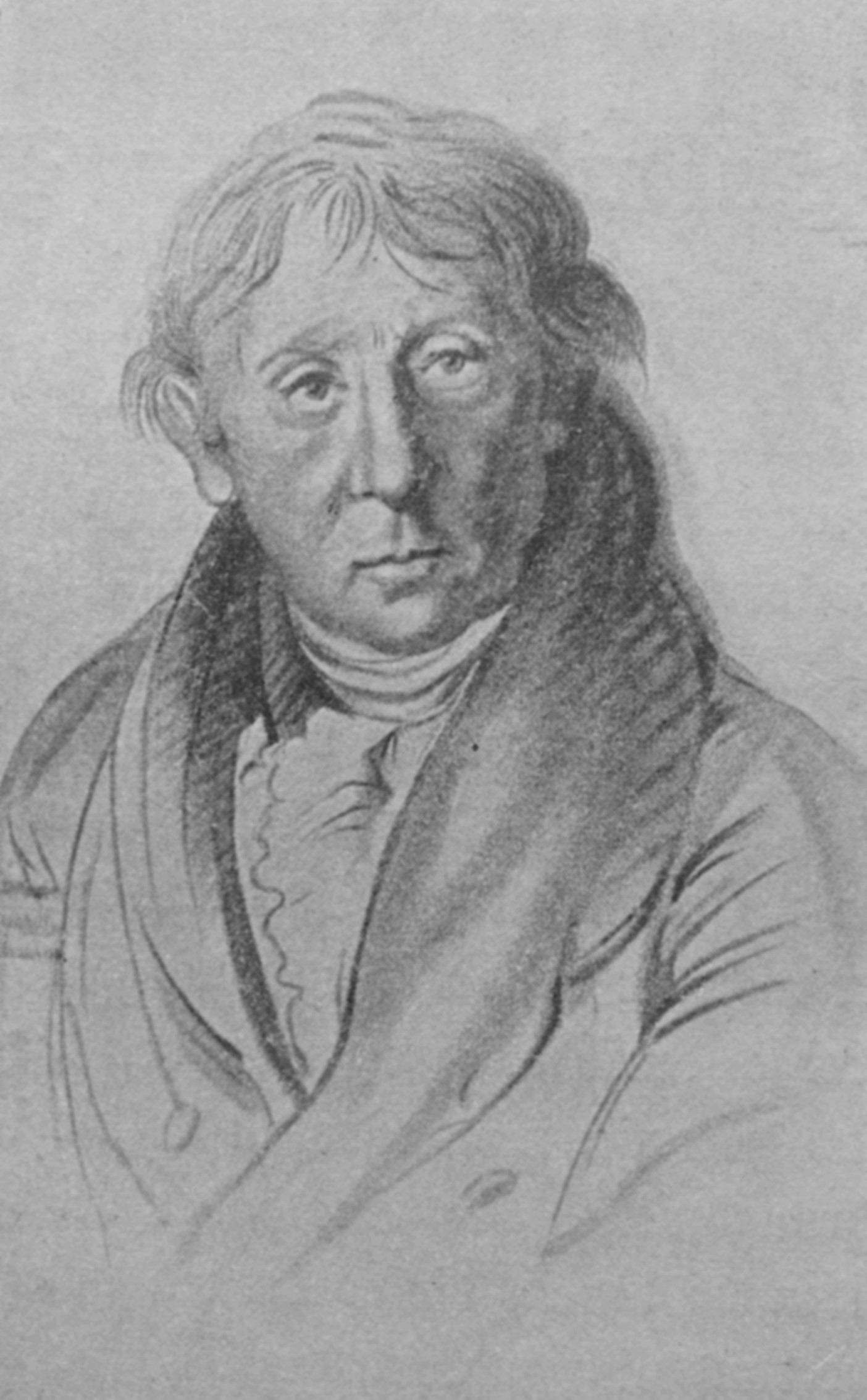
Friedrich Wilhelm von Reden

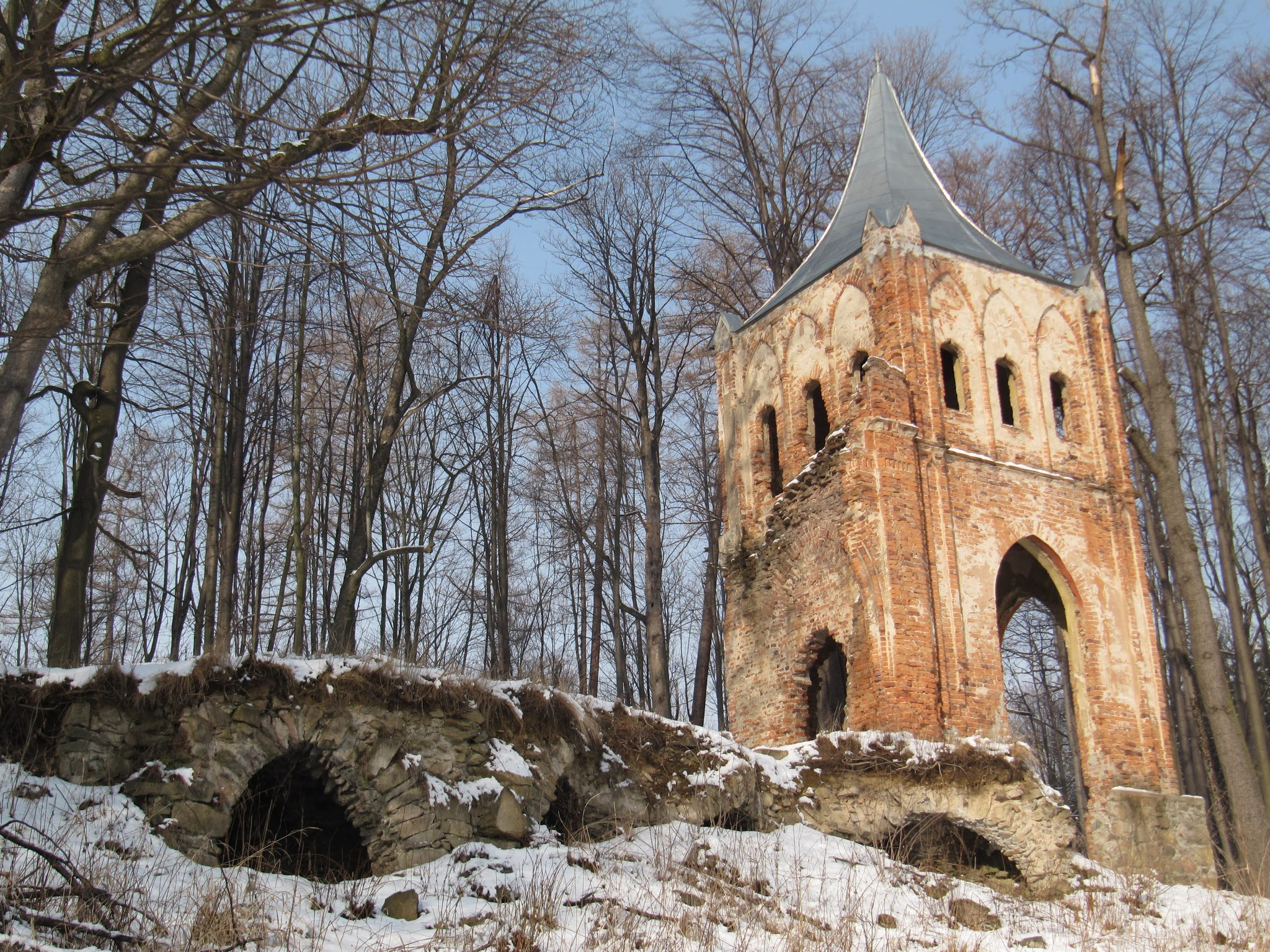
Kaplica grobowa Friedricha v. Redena, tzw. „Ruiny Opactwa”

Friedrich Wilhelm von Reden (ur. 23 marca 1752 w Hameln, zm. 3 lipca 1815 w Bukowcu) – niemiecki dyrektor Wyższego Urzędu Górniczego we Wrocławiu, a później minister w rządzie pruskim, zasłużony dla rozwoju przemysłu, szczególnie na wschodnim terenie Górnego Śląska. W 1786 roku obdarzony przez króla Fryderyka Wilhelma II tytułem hrabiowskim.

## Życiorys
Urodził się w rodzinie o bogatych tradycjach górniczych. Górnikami byli jego stryj Klaus Fryderyk oraz jego kuzyn Fryderyk Otto Burchard. To właśnie stryj Klaus Fryderyk zadecydował o górniczym wykształceniu Friedricha Wilhelma von Redena.
Decydującą rolę w karierze i ukształtowaniu się zainteresowań Redena przemysłem odegrał jego wuj i protektor Friedrich Anton von Heynitz (od 1777 r. minister kierujący pruskim Departamentem Górnictwa i Hutnictwa).
W młodości, ulegając oświeceniowej modzie, Reden dużo podróżował: zwiedził m.in. Austrię, Francję, Holandię i Włochy. W 1779 r. został dyrektorem Wyższego Urzędu Górniczego we Wrocławiu.
Był wielkim reorganizatorem górnictwa na Dolnym Śląsku, między innymi pomysłodawcą drążenia Lisiej sztolni (obecnie w Wałbrzychu), a zwłaszcza wprowadzenia transportu węgla łodziami. Najprawdopodobniej spotkał się z taką metodą transportu węgla w górach Harzu.
15 października 1786 (według innych źródeł 14 stycznia) z rąk Fryderyka Wilhelma II otrzymał tytuł hrabiowski, a do jego herbu dodany został hełm górniczy z kuplą.
Z inicjatywy Redena wprowadzono wówczas na Górnym Śląsku innowacje technologiczne podpatrzone w Anglii i rozpoczęto wiele inwestycji przemysłowych, głównie w trójkącie: Tarnowskie Góry – Gliwice – Królewska Huta. Zasługą Redena było m.in. zainstalowanie pompy parowej (napędzanej maszyną parową systemu Newcomena) do odwadniania chodników w kopalni rud ołowiu i srebra w Tarnowskich Górach (sprowadzonej w 1787 r. z Anglii i uruchomionej, jako jednej z pierwszych na kontynencie, 19 stycznia 1788 r.) oraz wybudowanie pierwszych pieców hutniczych na paliwo mineralne w królewskich hutach w Gliwicach (1796 r.) i Królewskiej Hucie (1802 r.).
Górny Śląsk zawdzięcza mu ożywienie gospodarcze spowodowane rozwojem przemysłu. Poza wymienionymi inwestycjami z jego inicjatywy wybudowano w okolicy Tarnowskich Gór kopalnię rudy ołowiu i srebra Friedrichsgrube oraz hutę Friedrichshütte w Strzybnicy. Po odkryciu w 1790 roku przez sprowadzonego z Brabancji (Belgia) inżyniera górniczego, żydowskiego pochodzenia, Salomona Isaaca, złóż węgla kamiennego w okolicy wsi Zabrze i Łagiewniki powstały kopalnie fiskalne – kopalnia węgla kamiennego Prinz Karl von Hessen (od 1800 König) oraz Königin Luise (obecnie zabytkowa Kopalnia Luiza). Razem z kopalnią Prinz Karl von Hessen zbudowano hutę Königshütte (późniejsza Huta Kościuszko), co dało impuls do budowy miasta Królewska Huta. Sprowadził też na Górny Śląsk inżyniera metalurga Johna Baildona – uważanego za ojca współczesnej metalurgii. Razem z nim założył Królewską Odlewnię Żeliwa w Gliwicach (obecnie Gliwickie Zakłady Urządzeń Technicznych), skonstruował piece do tamtejszych hut oraz założył wspomnianą Królewską Hutę. Zaprojektował też transportowe szlaki wodne (częściowo w Głównej Kluczowej Sztolni Dziedzicznej) z dzisiejszej kopalni „Król” i kopalni „Luiza” do Gliwic.
W 1781 r. wspólnie ze swym współpracownikiem inżynierem Karolem Steinem Reden podróżował po Polsce, w rezultacie czego powstał cenny dla historyków gospodarki raport o Rzeczypospolitej. W 1802 r. po śmierci Heinitza kierował Departamentem Górnictwa i Hutnictwa, od 1803 w randze ministra. Po pokonaniu Prus przez Francję Reden pozostał na urzędzie, złożywszy Napoleonowi przysięgę na wierność. Za to też, po zawarciu pokoju w Tylży, w roku 1807 został zwolniony ze stanowiska bez prawa do emerytury.
Resztę życia spędził w swoim majątku (który nabył w 1795 roku, według innych źródeł 1785) na Dolnym Śląsku, w Bukowcu (niem. Buchwald) koło Kowar w Karkonoszach. W 1802 roku zawarł związek małżeński z Fryderyką Riedesel zu Eisenbach. Zmarł w Bukowcu nie doczekawszy się potomka. Po śmierci został pochowany w mauzoleum na terenie swojego majątku (w tzw. Opactwie).

## Pomnik w Chorzowie (Królewskiej Hucie)

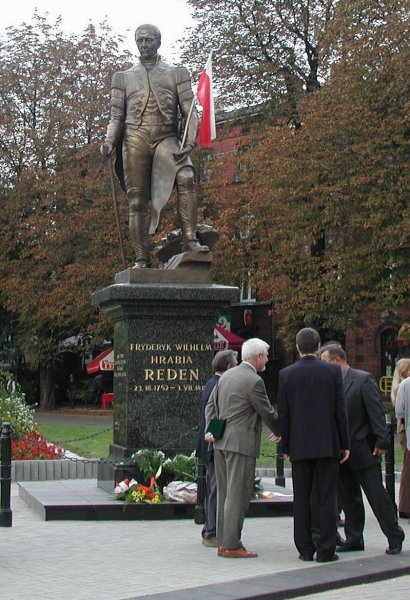
Pomnik Friedricha v. Redena po odsłonięciu; krewny Redena oraz Marek Kopel

W roku 1852, z okazji rocznicy 50. lat od uruchomienia pierwszego wielkiego pieca w Hucie Królewskiej (niem. Königshütte), na wzgórzu w Królewskiej Hucie postawiono Redenowi pomnik, autorstwa znanego królewskohuckiego rzeźbiarza Theodora Erdmanna Kalidego (zniszczony w lipcu 1939 r. przez działaczy „Związku Stowarzyszeń Polskich Chorzowian”, odbudowany i ponownie odsłonięty rok później, i powtórnie usunięty po zajęciu Chorzowa przez Polskę po II wojnie światowej). Odtąd wzgórze nazywano Redenberg (Góra Redena). Chociaż nazwę oficjalnie zmieniono po wojnie na Górę Wyzwolenia, jednak nazwa Góra Redena jest używana przez mieszkańców miasta do dziś.
Dnia 6 września 2002 roku na chorzowskim rynku postawiono po raz trzeci pomnik Redena, autorstwa tyskiego rzeźbiarza Augusta Dyrdy, który dokonał rekonstrukcji pierwszego pomnika. Postać Redena w górniczym mundurze wspiera lewą rękę na rozwiniętej mapie, a prawą na górniczym oskardzie, lewą stopę – na bryle rudy. Na cokole pomnika znajduje się następująca inskrypcja:
Fryderyk Wilhelm hrabia von Reden, ur. 23 marca 1752, zm. 3 lipca 1815
Miłośnicy Miasta Chorzów po zniszczeniach zrekonstruowali pomnik wielkiego człowieka, twórcy przemysłu XVIII i XIX wieku na Śląsku, oddając tym cześć Fryderykowi Wilhelmowi Hrabiemu von Reden.
Miłośnicy Chorzowa – 6.9.2002 – Chorzów.
Pomysł postawieniu pomnika wzbudził kontrowersje. W trakcie odsłonięcia pomnika demonstrowała grupa przedstawicieli KPN, NZS i Ruchu Obrony Bezrobotnych z byłym posłem Adamem Słomką na czele.